# Брайт Енобахар
Брайт Енобахар (англ. Bright Enobakhare, нар. 8 лютого 1998, Бенін-Сіті) — нігерійський футболіст, нападник львівського «Руху».

## Клубна кар'єра

### Ранні роки
Енобахар народився у Нігерії, але переїхав до Бірмінгема, Англія, у віці 15 років, де почав грати за молодіжну команду «Нортфілд Тауна», яка виграла Малий кубок Бірмінгема в 2014 році, а Брайт забив там два голи у грі проти «Регбі Тауна» (3:1) на «Вілла Парк». Після свого успіху Енобахар пройшов перегляд в кількох професіональних клубах і в результаті приєднався до молодіжної команди «Вулвергемптон Вондерерз».

### «Вулвергемптон Вондерерз» та оренди
Влітку 2015 року Енобахар підписав свій перший професійний контракт з «Вулвергемптон Вондерерз», забив гол у своєму дебютному матчі за клуб у товариській грі проти «Шамблі» (3:2). 2 серпня він забив переможний гол у товариській грі проти «Донкастер Роверз» (4:3) на «Кіпмоут Стедіум».Чотири дні потому головний тренер Кенні Джекетт заявив, що Енобахар залишиться у заявці в першій команді на майбутній сезон через брак інших форвардів.
11 серпня 2015 року Енобахар вперше був включений до складу команди «вовків» на офіційний матч, залишившись на заміні під час гри з «Ньюпорт Каунті» (2:1) у першому раунді Кубка Ліги. Через два тижні в наступному раунді він дебютував за команду, вийшовши у стартовому складі та забив гол вже на третій хвилині у ворота клуба «Барнет» (2:1). 29 вересня він зіграв свою першу гру у Футбольній лізі, замінивши Адама Ле Фондра на останні сім хвилин гри проти «Фулгема» (3:0) у Чемпіоншипі. Енобахар забив свій перший гол у чемпіонаті за «вовків» у домашньому переможному матчі проти «Барнслі» (2:1) 23 вересня 2017 року, вийшовши на заміну замість Івана Кавалейру на 65-й хвилині. Загалом в сезоні 2016/17 Брайт провів 14 матчів, перш ніж Нуну Ешпіріту Санту дав йому реальний шанс і у сезоні 2017/18 Брайт стабільно виходив на поле і допоміг клубу стати чемпіоном Чемпіоншипу, що означало, що «Вулвергемптон» вийшов на сезон 2018/19 в Прем'єр-лігу, втім там нападник так і не зіграв.
31 серпня 2018 року Енобахар був відданий в оренду шотландському клубу «Кілмарнок» з Прем'єршипу до нового року, після чого він на правах оренди перейшов до команди Першої англійської ліги «Ковентрі Сіті» на решту сезону. У «Ковентрі» його визнали найкращим молодим футболістом команди 2019 року.
8 серпня 2019 року Енобахар на правах оренди приєднався до клубу Чемпіоншипу «Віган Атлетік». Він зіграв основну команду лише одну гру Кубка ліги і два матчі чемпіонату, виходячи на заміну, а більшість часу тренувався з їхньою молодіжною командою і достроково повернувся до «вовків» у січні.
14 травня 2020 року Енобахар покинув «вовків» за обопільною згодою після того, як загалом провів 49 матчів за першу команду та забив 3 голи за свій рідний клуб в усіх турнірах.

### АЕК (Афіни)
20 червня 2020 року грецький АЕК (Афіни) офіційно оголосив про підписання трирічної угоди з Енобахаром, куди гравець перебрався на безоплатній основі. 27 вересня 2020 року він забив свій перший гол за клуб у дебютному матчі проти «Ламії», вийшовши на заміну за 8 хвилин до цього. 5 жовтня 2020 року Енобахар розірвав контракт із клубом за взаємною згодою лише через кілька місяців після переходу. Він зіграв за команду лише 14 хвилин у грецькій Суперлізі, у матчі проти «Ламії».

### «Іст Бенгал»
1 січня 2021 року Брайт Енобахар приєднався до команди Індійської Суперліги «Іст Бенгал» на решту сезону 2020/21. На той час клуб зі столітньою історією вперше у своїй грав на цьому турнірі мав труднощі з результатами і прихід нігерійця в команду мав миттєвий вплив. 3 січня 2021 року він дебютував за клуб і в цьому ж матчі забив свій перший гол, а його команда виграла матч проти «Одіші» (3:1). Вже в наступному матчі Енобахар забив ефектний сольний гол, допомігши своїй команді взяти очко у грі з «Гоа» (1:1). 15 січня він асистував Скотту Невіллу, який зрівняв рахунок у матчі проти «Керала Бластерс» (1:1). Загалом у 12 іграх у Суперлізі до кінця сезону він забив 3 голи.

### «Ковентрі Сіті»
13 липня 2021 року Енобахар повернувся до «Ковентрі Сіті», підписавши дворічний контракт із клубом у статусі вільного агента, однак вже 1 листопада 2021 року його контракт було розірвано за взаємною згодою. До цього моменту Енобахар зіграв лише один матч за клуб у грі проти «Нортгемптон Тауна» в Кубку ліги.

### Хапоель (Єрусалим)
30 січня 2022 року нігерієць підписав контракт з єрусалимським «Хапоелем», втім і тут затриматись не зміг, оскільки був звільнений 4 квітня через те, що пропустив тренування та був спійманий п'яним за кермом. Загалом за єрусалимський клуб Брайт провів 4 матчі у місцевій Прем'єр-лізі і голів не забивав.

### «Рух» (Львів)
22 жовтня 2022 року у статусі вільного агента уклав угоду з львівським «Рухом». Дебютував за команду 10 листопада в українській Прем'єр-лізі, вийшовши в основі в дербі проти «Львова» (1:2), але вже на 41 хвилині був замінений на Богдана Бойчука.

## Виступи за збірну
2019 року у складі збірної Нігерії до 23 років взяв участь у молодіжному  чемпіонаті Африки в Єгипті, на якому зіграв у двох матчах, а нігерійці не вийшли з групи.

## Статистика
Станом на 21 березня 2022
| Клуб                    | Сезон   | Чемпіонат    | Чемпіонат | Чемпіонат | Кубок | Кубок | Кубок ліги | Кубок ліги | Інше | Інше  | Всього | Всього |
| Клуб                    | Сезон   | Ліга         | Ігор      | Голів     | Ігор  | Голів | Ігор       | Голів      | Ігор | Голів | Ігор   | Голів  |
| ----------------------- | ------- | ------------ | --------- | --------- | ----- | ----- | ---------- | ---------- | ---- | ----- | ------ | ------ |
| Вулвергемптон Вондерерз | 2015–16 | Чемпіоншіп   | 7         | 0         | 0     | 0     | 2          | 1          | —    | —     | 9      | 1      |
| Вулвергемптон Вондерерз | 2016–17 | Чемпіоншіп   | 13        | 0         | 1     | 0     | 0          | 0          | —    | —     | 14     | 1      |
| Вулвергемптон Вондерерз | 2017–18 | Чемпіоншіп   | 21        | 1         | 2     | 0     | 3          | 1          | —    | —     | 26     | 2      |
| Вулвергемптон Вондерерз | 2018–19 | Прем'єр-ліга | 0         | 0         | 0     | 0     | 0          | 0          | —    | —     | 0      | 0      |
| Вулвергемптон Вондерерз | 2019–20 | Прем'єр-ліга | 0         | 0         | 0     | 0     | 0          | 0          | —    | —     | 0      | 0      |
| Вулвергемптон Вондерерз | Всього  | Всього       | 41        | 1         | 3     | 0     | 5          | 2          | 0    | 0     | 49     | 3      |
| Кілмарнок               | 2018–19 | Прем'єршип   | 6         | 0         | —     | —     | —          | —          | —    | —     | 6      | 0      |
| Ковентрі Сіті           | 2018–19 | Перша ліга   | 18        | 6         | —     | —     | —          | —          | —    | —     | 18     | 6      |
| Віган Атлетік           | 2019–20 | Чемпіоншіп   | 2         | 0         | —     | —     | 1          | 0          | —    | —     | 3      | 0      |
| АЕК (Афіни)             | 2020–21 | Суперліга    | 1         | 1         | 0     | 0     | —          | —          | —    | —     | 1      | 1      |
| Іст Бенгал              | 2020–21 | Суперліга    | 12        | 3         | 0     | 0     | —          | —          | —    | —     | 12     | 3      |
| Ковентрі Сіті           | 2021–22 | Чемпіоншіп   | 0         | 0         | 0     | 0     | 1          | 0          | —    | —     | 1      | 0      |
| Хапоель (Єрусалим)      | 2021–22 | Прем'єр-ліга | 4         | 0         | 0     | 0     | 0          | 0          | —    | —     | 4      | 0      |
| Загалом                 | Загалом | Загалом      | 84        | 11        | 3     | 0     | 7          | 2          | 0    | 0     | 94     | 13     |

## Досягнення
- Переможець Чемпіоншипу: 2017–18[39]